# Pribislav
Pribislav (v prvih zapisih kot Priwizlaga, Priwizlauga) je bil karantanski knez. 
Kot naslednik Valtunka je bil prvi v zaporedju štirih karantanskih knezov iz časa med 796 in 828, o katerih se nam je neposredno ohranilo le njihovo ime. O njegovem življenju in delovanju ne izvemo ničesar. V času kneza Pribislava Karantanijo pričnejo upravljati frankovski mejni grofje- med leti 796 in 828 se zvrstijo Goteram, Werinhar, Albrik, Gotafrid in Gerold. Mejni grof Goteram je morda uradoval že od leta 796, zanesljivo šele od leta 799, ta položaj pa je izgubil že pred letom 805. Ker se njegovo uradovanje gotovo vsaj delno prekriva z vladavino Pribislava, lahko vladavino slednjega postavimo v čas približno okrog leta 800, čeprav je bil Pribislav na oblasti lahko že kar nekaj časa pred nastopom prvega frankovskega mejnega grofa, morda celo že v času Tassilovega padca.  Imena kot so Pribislav in Pribimir so slovanskega izvora in izvirajo iz korena ПРИБИ, kar po nekaterih pomeni prvi. Če je zapis Priwizlauga dovolj natančen, morda v resnici sploh ne gre za kneza Pribislava, ampak za kneginjo Pribislavko.

## Zunanji viri
- Herwig Wolfram (1991). Karantanija med vzhodom in zahodom: Obri, Bavarci in Langobardi v 8. In 9. stoletju. Iz: Zgodovinski časopis 41 (1991), 2, strani 177-187.
- Kos Milko (1902).Gradivo za zgodovino Slovencev v srednjem veku . Ljubljana, Lenova družba.
- -- (1934). Conversio Bagoariorum et Carantanorum Arhivirano 2005-05-28 na Wayback Machine.. Razprave znanstvenega društva v Ljubljani 11, Historični odsek 3.
- Makarovič Gorazd (2001). Pričevanja imen o Alpskih Slovankah. Etnolog, letnik 2001, številka 11.
- Васиљев Срасоје (1928). Словенса мншологија. Srbobran. Str. 43.